# Макаров, Пётр Иванович (писатель)
Пётр Ива́нович Мака́ров (1765—1804) — полковник артиллерии, писатель, литературный критик.
Был сотрудником «Вестника Европы», издавал в 1803 г. журнал «Московский Меркурий», в котором выдаётся интересный и живо составленный критический отдел.
Современникам особенно нравилась рецензия П. И. Макарова на сочинения И. И. Дмитриева.
Здесь же он поместил несколько мелких повестей и описание своего заграничного путешествия — подражание Н. М. Карамзину, которого «Московский Меркурий» бойко защищал от нападок Шишкова.
«Сочинения и переводы» Макарова выдержали два издания (М., 1805 и 1817).